# Souffleur de feuilles

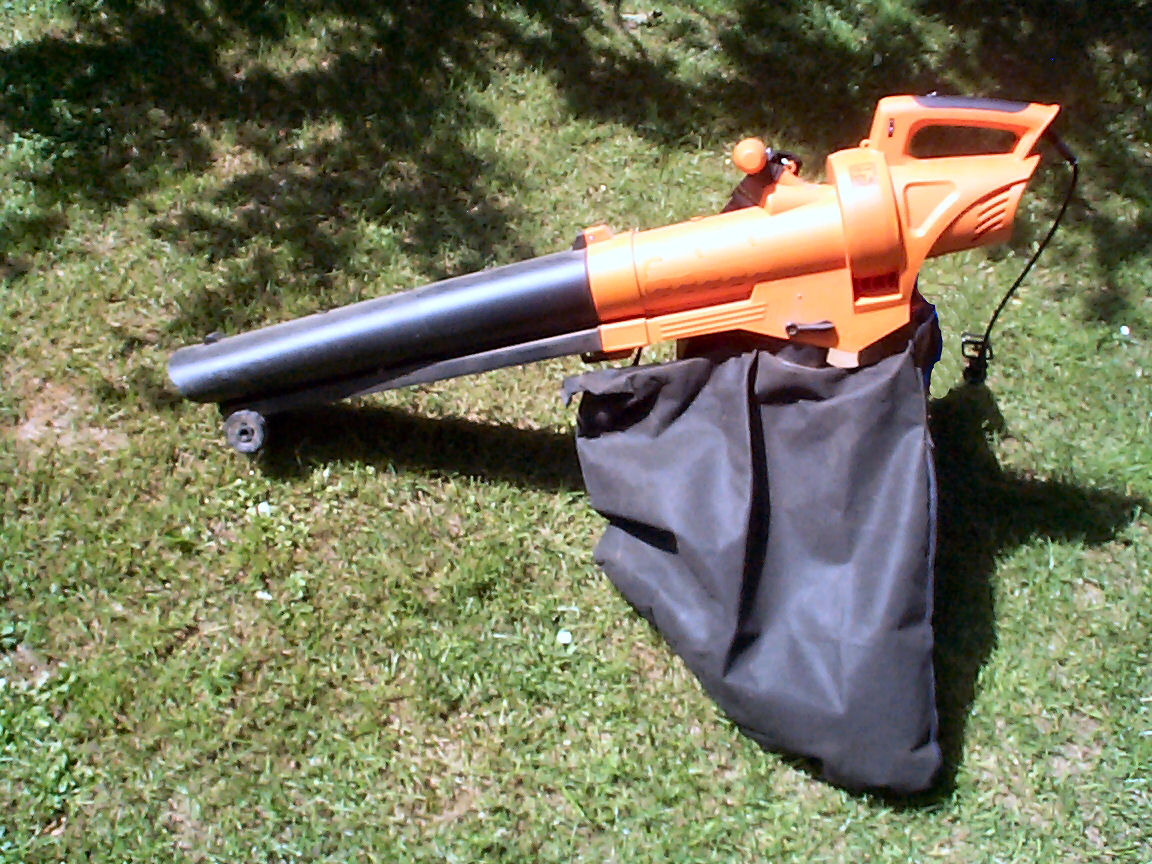
Souffleur de feuilles, avec moteur réversible permettant l'aspiration dans un sac d'un petit volume de feuilles.

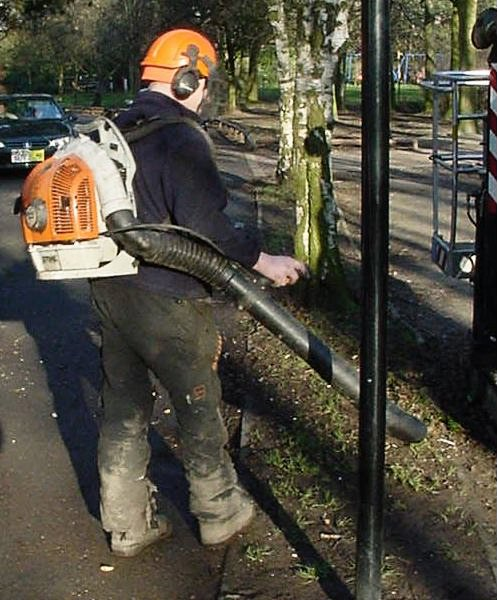
Version Backpack.

Un souffleur de feuilles est une machine qui projette un flux d'air pour éloigner ou regrouper les feuilles mortes tombées au sol, souvent pour en faire des tas qu'une machine aspirante pourra éventuellement recueillir plus tard. Il fonctionne avec un moteur à deux temps, à quatre temps (« souvent moins bruyants et rejettent moins de gaz nocifs que les appareils avec moteur à deux temps » ou avec un moteur électrique. Le moteur deux temps est très polluant (plus qu'une grosse voiture). Il a été conçu pour déplacer ou collecter les feuilles mortes sans avoir à utiliser de balai ou râteau lors grâce à un moteur fonctionnant généralement à l'essence.
Il se présente en général sous la forme d'une unité portative tenue à la main mais existe également en version portée sur le dos ou plus lourde et sur roues. On lui reproche fréquemment de contribuer à la pollution sonore, à la pollution de l'air et à un retrait excessif des litières de feuilles mortes qui jouent un rôle écologique important pour protéger et entretenir l'humus.

## Historique
L'objet aurait été inventé au Japon dans les années 1950 d'après certaines sources[Lesquelles ?], aux États-Unis dans les années 1970 d'après d'autres[Qui ?].

## Inconvénients, nuisances

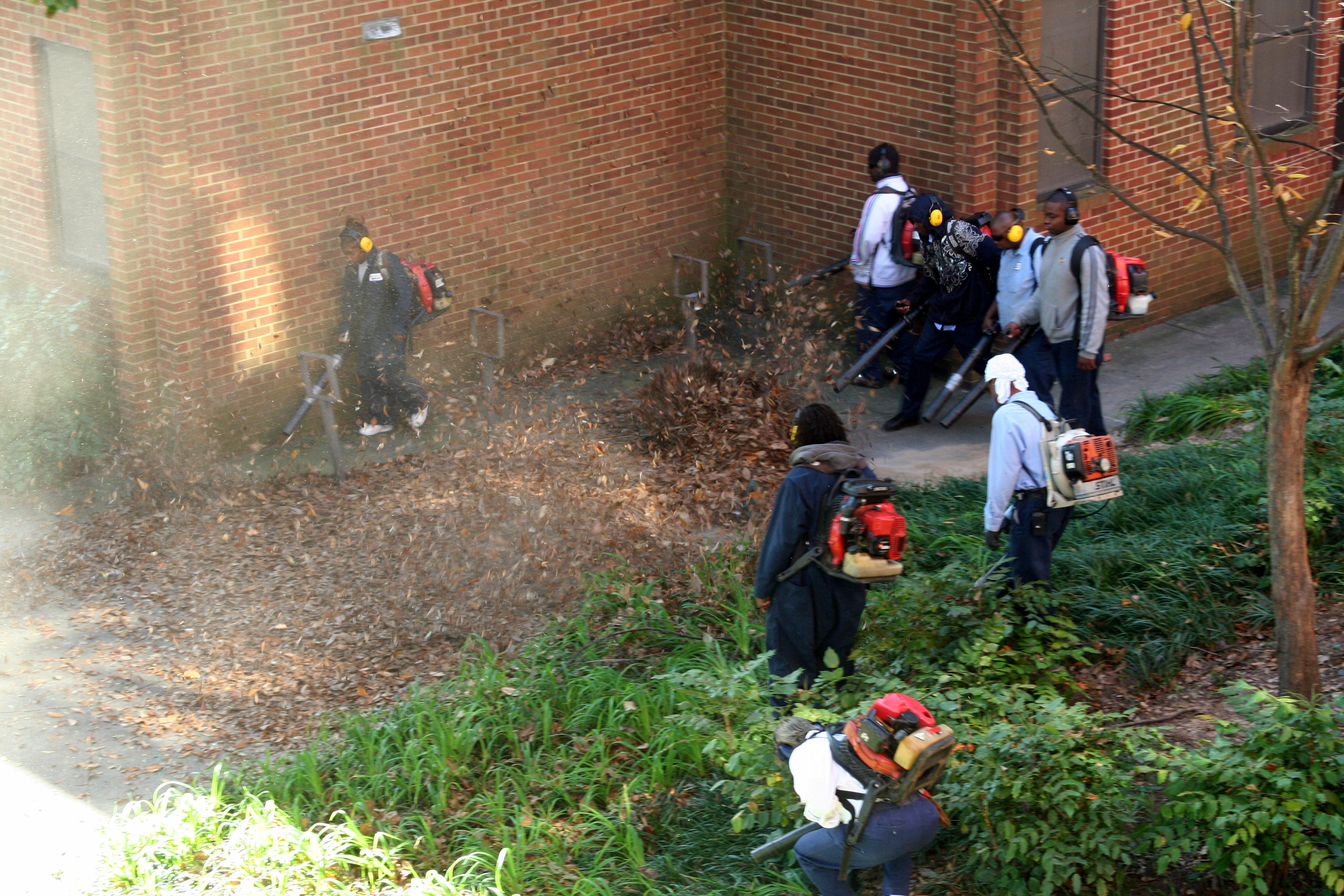
Les souffleuses (ici utilisées par des jeunes, sans masques) sont notamment source de bruit, de gaz de combustion et de mise en suspension dans l'air de particules et microbes

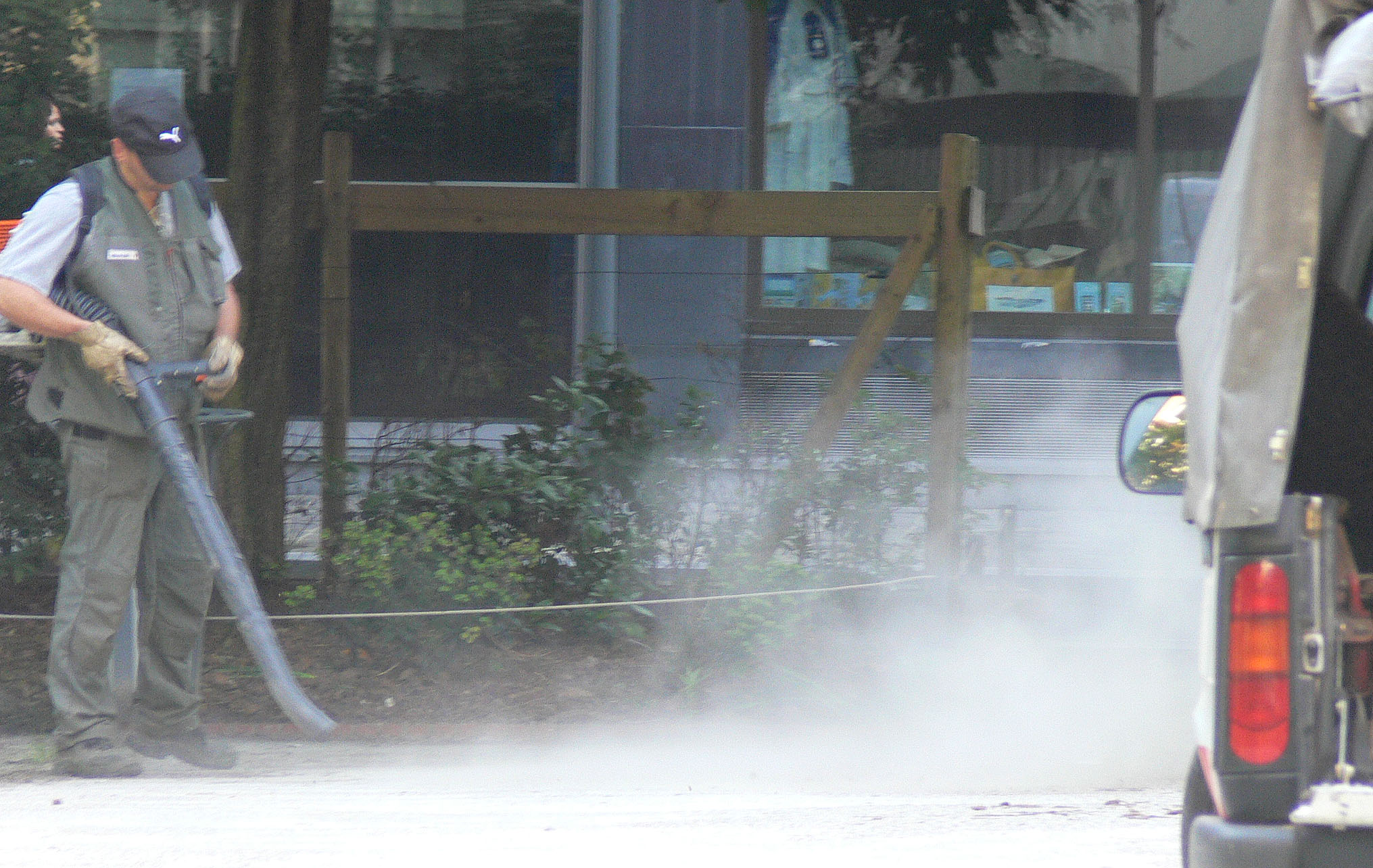
Les souffleuses (ici utilisées en centre ville dans un square par temps sec) sont aussi source de (re)mise en suspension dans l'air de particules (incluant pollens allergènes et microbes issus d'excréments animaux)

Le procédé présente plusieurs inconvénients et nuisances environnementales et peut-être sanitaires.
- Pollution de l'air : les souffleuses à essence consomment une quantité significative d'hydrocarbures[Combien ?] dont la combustion est source de fumée, d'odeur et de microparticules contribuant un peu plus à la pollution de l'air, à l'effet de serre et donc au réchauffement climatique[5] ; alors qu'un résultat identique ou meilleur peut parfois être obtenu à l'aide d'un râteau, sans consommation d'essence et sans bruit ;
- Pollution sonore : le bruit du moteur contribue saisonnièrement à la pollution sonore notamment urbaine et est éventuellement source de maux de tête voire d'acouphènes[précision nécessaire] chez les utilisateurs (ou chez d'autres personnes subissant ce bruit). En effet le seuil de 85 décibels (limite pour la santé) est souvent dépassé par ces engins, dont l'intensité sonore atteint parfois 115 décibels[1], d'après un rapport du Canton de Genève, soit autant de bruit qu'une tronçonneuse[6] ;
- Efficacité parfois relative : si les feuilles sont très humides, la machine les soulève plus difficilement et inversement si elles sont sèches, le vent peut à nouveau les disperser (les tas se défont, rendant ainsi le travail peu efficace) ; selon Pierre Léger (animateur en jardinage et permaculture), « ce n’est pas beaucoup plus efficace qu’un râteau. »[7]. Sur sol sec et plat, un simple morceau de carton est aussi efficace.
- Nuisances sanitaires : d'une part, le poids de la machine, censée soulager l'opérateur, peut à la longue provoquer des troubles musculosquelettiques, peut-être plus que l'emploi du râteau. D'autre part, par temps sec surtout, l'air pulsé par la machine projette en hauteur, à parfois plus de deux mètres de haut, non seulement les feuilles mais de nombreux autres résidus organiques (champignons, petit bois mort, morceaux de lichens, cadavres et excréments d'invertébrés et autres animaux et particules contenant notamment des pollens, spores de champignons et microbes, éventuellement pathogènes quand ils proviennent des résidus de déjections animales (d'oiseaux et de mammifères dont chiens, chats, souris, rats, etc.) ; ces particules mises ou remises en suspension dans l'air sont alors susceptibles d'être inhalées par les passants (enfants, adultes, asthmatiques) ;
- Les souffleurs de feuilles soulèvent d'importants panaches de poussière, en particulier par temps sec.Nuisances écosystémiques : la chute des feuilles, et la décomposition au sol de ces feuilles (et d'autres matières organiques) sont des phénomènes naturels nécessaires à l'entretien de l'humus et à la conservation de sols sains capables de mieux absorber et épurer l'eau ; En particulier la litière de feuilles mortes sont la nourriture de base des vers de terre, le refuge hivernal de certaines espèces (ex : hérissons, crapauds…) et plus largement l'habitat de nombreux invertébrés (dont insectes et araignées) ou même les micromammifères ; les feuilles mortes sont vitales pour et de nombreux microorganismes du sol[8]. Ils nuisent aux oiseaux qui trouvent normalement une grande partie de leur nourriture hivernale au sol. Leur décomposition in situ participe du cycle du carbone. En supprimant le tapis naturel de feuilles mortes les souffleuses détruisent le biotope de ces espèces, et contribuent au dessèchement du sol[8].

Certains détracteurs de l'utilisation des souffleuses affirment que le véritable intérêt de l'opération est la vente d'appareils inutiles, dépendants d'une source d'énergie polluante (essence, électricité parfois), afin de gonfler les budgets et le bruit, qui attire l'attention sur le travail en faisant croire abusivement[non neutre] à son efficacité.
En Suisse, « Les engins électriques - en général moins bruyants et équivalent au prix d'achat » sont recommandés par l'Administration « Employez si possible des appareils électriques ou dotés d'une batterie.
Il convient de privilégier les moteurs à quatre temps, qui rejettent beaucoup moins de gaz nocifs que les moteurs à deux temps.
Utilisez uniquement les appareils de jardinage fonctionnant avec de l'essence alkylée.
Portez un masque, car la poussière soulevée peut contenir des bactéries, des parasites ou des virus.
Évitez de diriger les souffleurs vers des personnes, en particulier des enfants (souffle jusqu'à 150 km/h) (...) Il faut éviter de faire fonctionner l'appareil à plein régime, pour réduire les émissions de bruit et les gaz nocifs. Les souffleurs de feuilles mortes doivent être utilisés à bon escient et leur emploi doit être planifié de manière rationnelle. Toute autre utilisation (ex. : pour enlever des déchets) est inappropriée. Pour souffler efficacement les feuilles mortes, utilisez l'appareil lorsque celles-ci sont humides de rosée, soit le matin. Il s'agit d'enlever le feuillage uniquement là où il pose problème et de le faire en une seule fois. Coordonnez si possible ce travail avec vos voisins. Dans les quartiers résidentiels, évitez de faire du bruit durant les heures de repos (p. ex. avant 8 h, durant la pause de midi ou après 17 h) ».

## Réglementation, limitations et interdictions

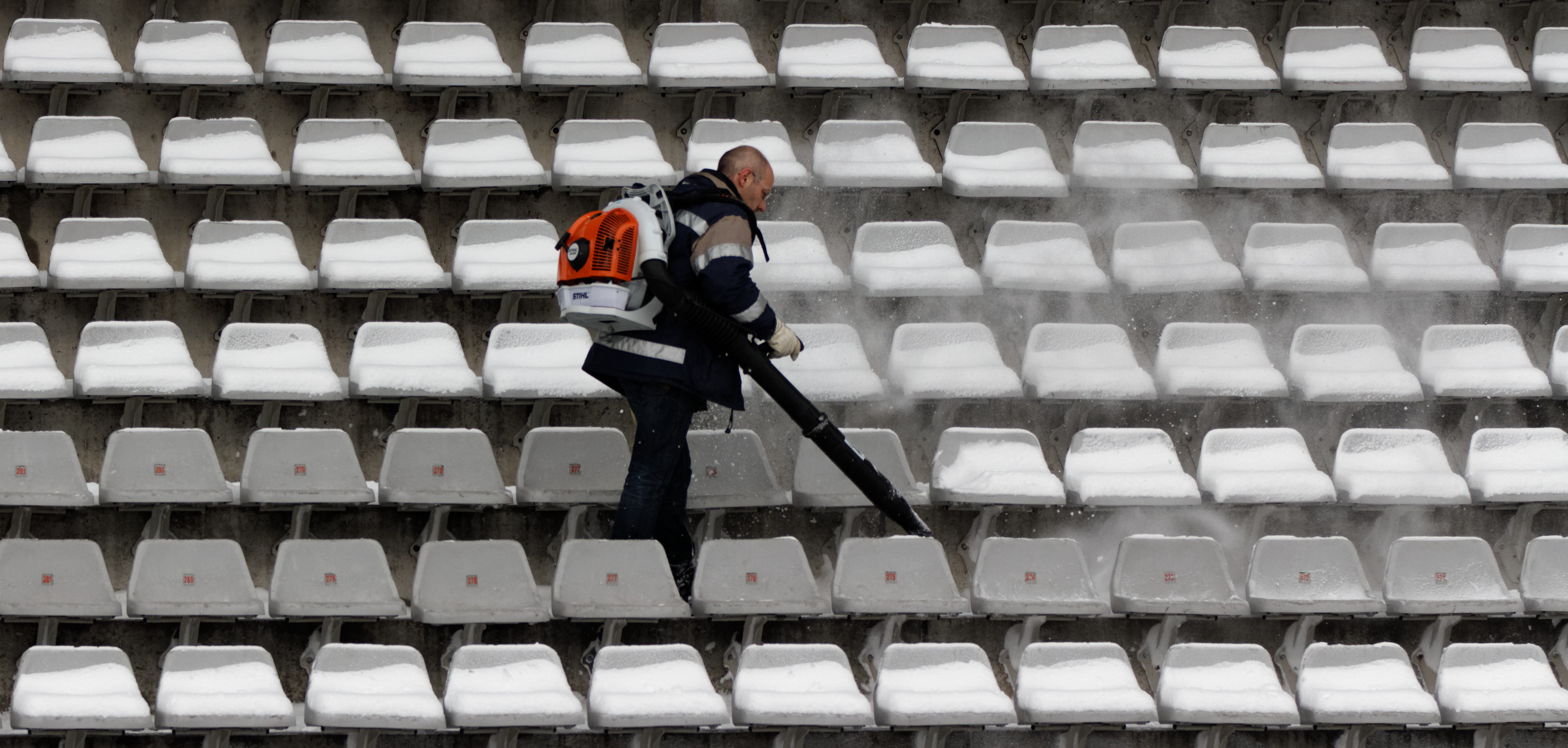
En théorie les souffleuses sont réservées au 'nettoyage' des feuilles mortes, mais elles sont parfois aussi utilisées pour déneiger (ici les sièges en plastique d'un stade français).

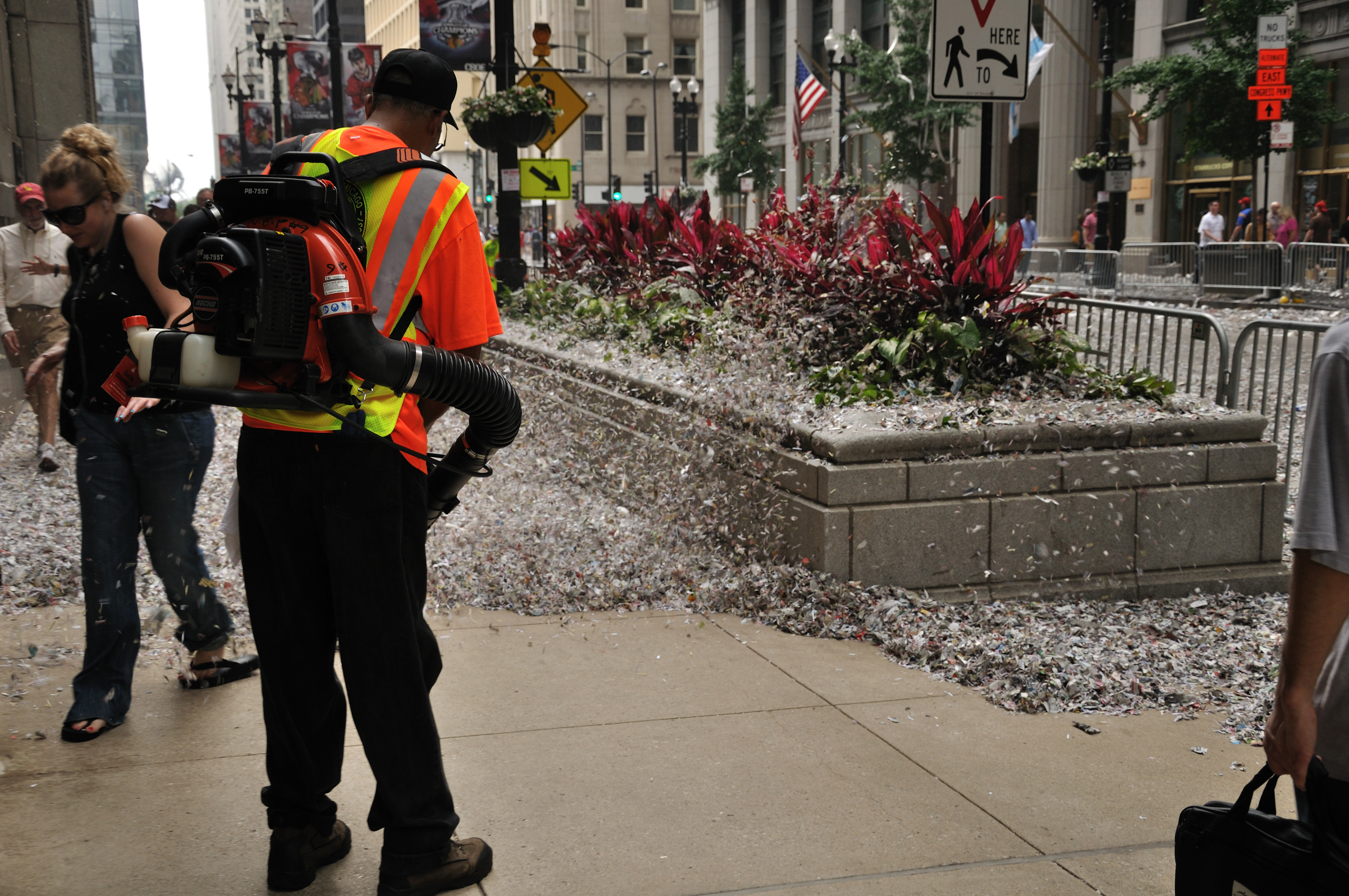
Autre exemple d'usage détourné : nettoyage de papiers déchiquetés après un défilé fait en l'honneur d'une équipe de hockey aux États-Unis en 2010.

En Amérique du Nord, l'utilisation des souffleurs de feuilles déclenche souvent des réactions d'opposition, dès les années 1970, plusieurs villes de Californie ont interdit leur utilisation en raison du fort niveau de bruit. Vers la fin des années 1990, une vingtaine de communautés a suivi le mouvement aux États-Unis  à la suite de plaintes adressées à des élus, ; A Santa Monica « les citoyens sont même invités à dénoncer les contrevenants ». Au Canada, la ville de Vancouver avait voté contre leur utilisation en 2001, puis est revenue sur cette décision, n'interdisant que les engins de plus de 65 dB, ce qui contraint les plaignants à s'équiper de sonomètres s'ils veulent faire appliquer la nouvelle décision.
En Europe, ils relèvent de l'article 13 de la directive 2000/14 / CE.
En Allemagne, pour des raisons environnementales le ministère fédéral de l'Environnement, et l'Agence fédérale pour la conservation de la nature ont en 2019 demandé l'abandon des souffleuses à feuilles dans le secteur privé. Le ministère de l'Environnement invite aussi les communes à n'utiliser les appareils litigieux que là et quand cela semble indispensable ; auparavant, contrairement à d'autres machines, ces dispositifs ne faisaient l'objet d'aucune valeur limite  pour le bruit ou les gaz d'échappement,,,. En zones résidentielles, ils ne pouvaient être utilisés que les jours ouvrables de 9 h à 13 h et de 15 h à 17 h, conformément à une ordonnance sur la protection contre le bruit des équipements et des machines (section 7, Fonctionnement dans les zones résidentielles). 
En Autriche, depuis le 1er octobre 2014, ces appareils sont interdits à Graz, Leibnitz et à Kaindorf an der Sulm. Cette interdiction a été incluse dans la Steiermärkische Luftreinhalteverordnung. À Utrecht (Pays-Bas), une proposition d'interdiction était à l'étude en 2014.
En France, les souffleuses sont réglementées par l'arrêté du 22 mai 2006 (qui décline dans le droit européen et modifie l'arrêté du 18 mars 2002 relatif aux émissions sonores dans l'environnement des matériels destinés à être utilisés à l'extérieur des bâtiments). Des niveaux de puissance sonores admissibles sont fixés ou une obligation de marquage du niveau de puissance acoustique garanti. 

Il est interdit d'utiliser des engins non conformes sous peine des poursuites prévues par l'article L 171-8 du code de l'environnement. Des arrêtés préfectoraux fixent en outre les heures et jours où leur utilisation est autorisée ; et les maires sont chargés de réprimer les atteintes à la tranquillité publique (dont les bruits de voisinage tels que définis aux articles R 1334-31 et R 1334-32 du code des santés publiques ; passibles des sanctions prévues aux articles R 1337-6 à R 1337-10-1 du même code).